# 自治財政局
自治財政局（じちざいせいきょく、英語: Local Public Finance Bureau）は、総務省の内部部局の一つ。旧内務省地方局財政課。

## 職務
- 地方自治の普及徹底に関する事務のうち地方財政に係るものに関すること。
- 地方財政に関する国と地方公共団体及び地方公共団体相互間の連絡調整に関すること。
- 地方自治に影響を及ぼす国の施策の企画及び立案並びに運営に関し、必要な意見を関係行政機関の長に述べる事務のうち地方財政に係るものに関すること。
- 地方公共団体の財政に関する制度の企画及び立案に関すること（自治税務局の所掌に属するものを除く。）。
- 地方公共団体の負担を伴う法令案並びに国の歳入歳出及び国庫債務負担行為の見積りについて、関係各大臣に対して意見を述べること。
- 地方交付税法（昭和二十五年法律第二百十一号）第七条 に規定する翌年度の地方団体の歳入歳出総額の見込額に関すること。
- 後進地域その他の特定の地域に対する国の財政上の特別措置に関すること。
- 地方交付税に関すること。
- 地方債に関すること。
- 地方公共団体の財政資金の調達に関するあっせん、助言その他の協力に関すること。
- 当せん金付証票に関すること。
- 地方競馬、自転車競走及びモーターボート競走を行うことができる市町村の指定に関すること。
- 地方公共団体の経営する企業に関すること。
- 地方公共団体の財務に関係のある事務に関する資料の提出の要求、調査及び助言に関すること。
- 財政収支が著しく不均衡な状況にある地方公共団体の財政の再建に関すること。
- 地方財政審議会の庶務（地方公務員共済組合分科会及び固定資産評価分科会に係るものを除く。）に関すること。
- 前各号に掲げるもののほか、地方財政に関すること。
- 公立大学法人及び公営企業型地方独立行政法人に関すること。

## 組織
- 局長
- 財政課 
  - 総務室
  - 財政企画官
- 調整課 
  - 財政制度調整官
- 交付税課
- 地方債課 
  - 地方債管理官
- 公営企業課 
  - 公営企業経営企画室
  - 準公営企業室
- 財務調査課 
  - 財政健全化専門官

## 歴代自治財政局長
- 地方財政、地方交付税を所管し旧自治省系の局では格が高く、のちに事務次官に就任していることが多い。

| 氏名       | 在任期間              | 前職                       | 後職         |
| ---------- | --------------------- | -------------------------- | ------------ |
| 香山充弘   | 2001年1月 - 2002年1月 | 総務省大臣官房長           | 総務審議官   |
| 林省吾     | 2002年1月 - 2004年1月 | 総務省大臣官房総括審議官   | 消防庁長官   |
| 瀧野欣彌   | 2004年1月 - 2006年7月 | 総務省大臣官房長           | 総務審議官   |
| 岡本保     | 2006年7月 - 2007年7月 | 総務省大臣官房審議官       | 自治行政局長 |
| 久保信保   | 2007年7月 - 2010年7月 | 総務省大臣官房総括審議官   | 消防庁長官   |
| 椎川忍     | 2010年7月 - 2012年9月 | 地域力創造審議官           | 退官         |
| 佐藤文俊   | 2012年9月 - 2015年7月 | 内閣審議官                 | 総務審議官   |
| 安田充     | 2015年7月 - 2016年6月 | 総務省大臣官房総括審議官   | 自治行政局長 |
| 黒田武一郎 | 2016年6月 - 2018年7月 | 総務省大臣官房長           | 消防庁長官   |
| 林﨑理     | 2018年7月 - 2019年7月 | 総務省大臣官房長           | 消防庁長官   |
| 内藤尚志   | 2019年7月 - 2021年7月 | 自治税務局長               | 消防庁長官   |
| 前田一浩   | 2021年7月 - 2022年6月 | 総務省大臣官房総括審議官   | 消防庁長官   |
| 原邦彰     | 2022年6月 - 2023年7月 | 総務省大臣官房長           | 消防庁長官   |
| 大沢博     | 2023年7月 - 2025年7月 | 総務省自治行政局公務員部長 | 消防庁長官   |
| 出口和宏   | 2025年7月 -           | 総務省大臣官房長           | 現職         |